# 天堂之音
《天堂美声》（Paradiso）是新西兰基督城女高音海莉·薇思特拉在2010年于意大利录音制作，2011年4月18日，自新西兰开始向全球发行的国际专辑。
天堂美声是由世界著名作曲家恩尼奥·莫里科内亲自参与作曲作词，管弦乐队配乐指挥，录音室后期制作的音乐专辑。除了海莉和莫里科内大师之外，拥有奥斯卡奖、金球奖、托尼奖、格莱美奖于一身，打造迪斯尼经典动画《美女与野兽》、《狮子王》主题曲歌词的大师Tim Rice更特别跨刀填写《爱的边缘》（The Edge Of Love），令海莉的全新出击如虎添翼。另还邀得奥斯卡奖得主Don Black为《天堂电影院》的音乐填词成曲――《他还认得我吗》（I Wonder Would He Know Me Now）。全辑在Piazza Euclide的Forum录音室制作（莫里康内大师无数传奇配乐正是在此录音），格莱美奖得主、著名录音工程师Fabio Venturi亲自操刀，完美捕捉海莉的无瑕歌咏，完成整张清灵美妙、充满天韵之音的美声大碟!
专辑中，语言天份极高的海莉用四种语言（英文、意大利文、法文、葡萄牙文）重现大师经典名曲的绝代风华。在大师的特许之下，海莉还亲自为电影《教会》（The Mission）的主题曲Gabriel's Oboe填上英文版新词――专辑的第一首曲目《梦中私语》（Whispers In A Dream）由此而来。海莉说：“我参与了歌词部分的创作，我本人非常喜欢这首歌。我曾看过这部电影，那个故事和那些情节都在我的脑海里闪现，所以我演唱的时候投入的感情很真实。电影给了我一些启发，不过我并未完全重复原曲的主题，而是加入了我自己的理解。我写的歌词的主旨是期许世界和平，这首歌是这张专辑中我个人最钟意的作品之一。”
海莉还为大师的名作《卡里夫的女人》（La Califfa）、《西西里的美丽传说》（Malena）配乐谱写新词，增添了动人新意。《西部往事》（Once Upon A Time In The West）一曲中，海莉令人心神飞扬的无歌词吟唱，更是一绝！大师对海莉的美声赞叹不已，因而转为海莉创作并发表了浓郁欧陆风情的《圣诞的气息》（Per Natale）及充满童趣的《音乐课》（Lezione Di Musica）等新曲，藉以展现海莉得天独厚的迷人声线。对于大师来说，这张专辑也是他破天荒第一次在自己的作品中加入人声的声线。
自从1975年新西兰音乐榜颁布以来，天堂美声成为第85张登上榜首的音乐专辑。 此专辑还在英国官方古典音乐榜，Classic FM音乐榜和台湾古典音乐榜登上榜首。
天堂美声由环球唱片的迪卡唱片公司制作，几乎与欧美同期在亚洲各地正式发行。

## 曲目列表
1. Whispers In a Dream（Gabriel’s Oboe）梦中私语（选自电影《教会》）
2. PROFUMO DI (Cinema Paradiso)柠檬的香味（选自电影《新天堂樂園》）
3. La Califfa卡里夫的女人（选自电影《卡里夫女人》）
4. Once Upon A Time In The West西部往事（选自电影《西部往事》）
5. METTI UNA SERA A CENA如此晚餐（“爱的轮回”）
6. Would He Even Know Me Now?（Cinema Paradiso）他还认得我吗？（选自电影《新天堂樂園》）
7. Per Natale圣诞的气息
8. I Knew I Loved You注定爱你（选自电影《美国往事》）
9. Lezione Di Musica音乐课
10. Da Quel Sorriso Che Non Ride Più欢笑不再
11. The Edge Of Love爱的边缘
12. Amalia Por Amor有爱的阿玛利亚
13. Here’s To You献给你们
14. Malena玛莲娜（“西西里的美丽传说”）